# NGC 7351
NGC 7351 est une galaxie lenticulaire rapprochée et située dans la constellation du Verseau. Cette galaxie a été découverte par l'astronome français Édouard Stephan en 1878. Sa vitesse par rapport au fond diffus cosmologique est de 530 ± 33 km/s, ce qui correspond à une distance de Hubble de 7,8 ± 0,8 Mpc (∼25,4 millions d'al).